# The Hoodlum (1919)
The Hoodlum is een stomme film uit 1919 onder regie van Sidney Franklin. De film is gebaseerd op het boek Burkeses Amy, die werd geschreven door Julie Mathilde Lippmann.

## Verhaal
Amy Burke is een verwende, humeurige en arrogante jongedame met een kort lontje. Ze is verveeld met haar leven in de Riverside Drive en is op zoek naar iets nieuws. Haar rijke vader blijkt echter bijna al zijn bezittingen verloren te hebben en moet in een sloppenwijk in de achterbuurt wonen. Ze past zich echter al snel aan en realiseert zich wat de waarde van het leven is.

## Rolverdeling
| Acteur         | Personage         |
| -------------- | ----------------- |
| Mary Pickford  | Amy Burke         |
| Ralph Lewis    | Alexander Guthrie |
| Kenneth Harlan | John Graham       |
| Max Davidson   | Abram Isaacs      |